# Holger Matthies
Holger Matthies (* 26. Mai 1940 in Hamburg-Horn) ist ein deutscher Grafikdesigner, Plakatkünstler, Fotograf und Hochschullehrer.

## Leben und Werk
Holger Matthies absolvierte von 1957 bis 1961 eine Ausbildung zum Farblithografen in der Druckerei Baruth in Hamburg. Anschließend studierte er von 1961 bis 1962 an der Werkkunstschule Hamburg (heute: Hochschule für Angewandte Wissenschaften Hamburg) und von 1962  bis 1966 an der Hochschule für bildende Künste Hamburg Grafikdesign bei Erwin Krubeck und Hans Michel. Seit 1966 arbeitet er als selbstständiger Grafikdesigner.
Ab 1983 war Matthies Professor für Kommunikationsdesign zuerst an der Hochschule für Angewandte Wissenschaften Hamburg und von 1994 bis 2004 an der Universität der Künste Berlin.
Er ist vor allem als Gestalter von Theaterplakaten bekannt geworden, entwarf aber auch politische Poster unter anderem in den 1980er Jahren für die Grünen.
„Das internationale Renommee von Holger Matthies gründet vor allem in seinen metaphorischen Bilderfindungen und surrealen Objektinszenierungen, die auch ohne viele Worte schlagartig beeindrucken“. (Museum der Arbeit, Hamburg).
Holger Matthies ist seit 1976 Mitglied in der Alliance Graphique Internationale (AGI) und seit 2010 Mitglied der Freien Akademie der Künste in Hamburg. Er lebt und arbeitet in Hamburg.

## Auszeichnungen (Auswahl)
- 1970 Prix de la Maison, Brno, Tschechien
- 1976 Goldmedaille, Deutsches Plakatmuseum, Essen
- 1980 Goldmedaille, International Poster Biennial Warschau, Polen
- 1981 Edwin-Scharff-Preis, Hamburg
- 1982 First Price of Japanese Graphik Designer for Posterdesign, Tokio, Japan
- 1984 Henri de Toulouse-Lautrec Silbermedaille, Essen
- 1990 Henri de Toulouse-Lautrec Goldmedaille, Essen
- 2001 Silbermedaille, Sexta Bienal International del Cartel en Mexico
- 2002 Silbermedaille, Hongkong International Poster Triennial
- 2012 Silbermedaille, International Poster Biennial Warsaw, Polen

## Ausstellungen
- 2000: „i-d“ – die Wirklichkeit des Unerwarteten; Plakate. Museum der Arbeit, Hamburg[2]
- 2013: „Erweiterung des Sichtfeldes“ – Bilder für den Kulturbetrieb 1970–2013. Freie Akademie der Künste, Hamburg
- 2013: „Helle Köpfe aus den Jahren 1970 bis 2013“. Handelskammer Hamburg